# 1979년 토론토 국제 영화제
제4회 토론토 국제 영화제는 1979년 9월 6일에 열린 시상식이다. 1979년 9월 6일부터 9월 15일까지 캐나다 온타리오주 토론토에서 열렸다.

## 수상 및 후보

### 관객상
- 착한 소년 - 아이라 월 수상